# 3 Bootis
Désignations
3 Bootis est un système d'étoiles binaires rapprochées dans la constellation du Bouvier, située à 310 années-lumière du Soleil en fonction de la parallaxe. Elle peut être observée à l'œil nu dans d'excellentes conditions de visibilité comme une étoile pâle avec une magnitude apparente visuelle de 5,97. Le système s'éloigne de la Terre avec une vitesse radiale héliocentrique de 12 km/s.
C'est un système binaire spectroscopique à double raie avec une période orbitale de 36 jours et une excentricité de 0,543. Le plan orbital est incliné de 74,5° et le système ne forme pas une binaire à éclipses. Le composant principal est une étoile en évolution actuellement dans la séquence principale et son compagnon est une étoile de la séquence principale. Les deux membres ont une masse supérieure à celle du Soleil et ils ont environ 1,5 milliard d'années.